# Diarmait Mac Murchada
Diarmaid Mac Murchada (plus tard connu sous le nom de Diarmaid na nGall c'est-à-dire Diarmait des Étrangers ), anglicisé en Dermot MacMurrough (1110 - 1er mai 1171) est un roi de Leinster de 1126 à 1171 et un roi de Dublin de 1127 à 1136 et de 1162 à 1166. Il est chassé de son royaume en 1166. Pour retrouver sa royauté, il cherche de l'aide auprès d'Henri II d'Angleterre, qui lui demande en retour un serment d'allégeance, ce qui aboutit à l'invasion normande de l'Irlande en 1169. Diarmaid donne sa fille Aoife à Richard FitzGilbert de Clare qui l'aide dans la reconquête.

## Origine familiale
Diarmait Mac Murchada appartient à la dynastie des Uí Cheinnselaigh de Leinster. Il est le fils de Donnchad mac Murchada roi de Leinster tué lors d'un combat à Dublin en 1115 et d'Órlaith qui est la fille de Gille Michil mac Bráenáin Uí Máel Rubae et d'Uchdelb fille de Cernachán Ua Gairbith roi d'Uí Felmeda. Il est également par son père un descendant du célèbre Diarmait mac Mail na mBo.

## Premières années
Diarmait est né vers 1110 selon le Livre de Leinster. Cette source lui attribue un règne de 46 ans comme roi des Uí Cheinnselaigh et de Leinster ce qui implique qu'il vient au pouvoir en 1125/1126 à la suite de la mort de son frère aîné Énna mac Murchada qui meurt roi de Leinster en 1126 tué par les gens d’Ath Cliath. Cependant la liste royale du « Book of Ballymote  » lui assigne un règne de 40 ans ce qui correspond mieux avec les chroniques d'Irlande où Diarmait apparaît en 1132.  Il n'est pas sûr qu'il doit être identifié avec le « fils de Mac Murchada » qui après la mort d'Énna, est déposé par Toirdelbach Ua Conchobair roi de Connacht et prétendant au titre d'Ard ri Erenn qui impose temporairement son propre fils Conchobar comme roi de Leinster.  Mais ce « Mac Murchada »  est peut-être un rival de la dynastie de Uí Cheinnselaigh ,  Maelsechlainn Diarmata meic Murchada qui est tué en 1133 par le dynaste du Leinster du nord Augaire Ua Tuathail, lui-même tué en combattant aux côtés de Diarmait l'année suivante. Giraud de Barri son quasi-contemporain le décrit comme « un homme de haute stature qui poussait son cri de guerre avec une voix très forte ».

## Roi de Leinster
Une distinction doit être faite entre le domaine patrimonial de Mac Murchada le royaume de Uí Cheinnselaigh dans le sud du Leinster, centré autour de Ferns dans l'actuel comté de Wexford, auquel son lignage est associé depuis le début de l'époque historique et le royaume provincial suzerain de Leinster dont son arrière-arrière-grand-père, Diarmait mac Mail na mBo, a pris le contrôle par la force en  1052. Le royaume suzerain de Leinster est moins surement tenu particulièrement dans la région nord du Leinster, et dans le royaume vassal d'Osraige à la frontière du Leinster et du Munster qui a été tributaire de l'exercice de la force militaire, ou la menace latente de ce dernier.
Dès les premières années de son règne il aurait suscité la défiance de Toirdelbach Ua Conchobair qui voyait en lui un concurrent potentiel au titre d’Ard ri Érenn comme le fut son ancêtre Diarmait mac Mail na mBo. Toirdelbach tente alors d’imposer son propre fils Conchobar comme roi de Leinster et de Dublin. Il charge un de ses vassaux Tighearnán Mór mac Aedá Ua Ruairc roi de Breifne (1128-1172) d’attaquer le Leinster; Diarmait se voit réduit au domaine des Uí Cheinnselaigh mais avec l’appui des autres clans du Leinster il rétablit sa position vers 1130.
Le premier exploit retenu de la carrière de Mac Murchada', que l'on peut considérer comme son « crech ríg », c'est-à-dire « proie royale », la première expédition militaire qui inaugure son règne est l'attaque en 1132 de l'importante église de Kildare dans le nord du Leinster et la déposition de son abbesse, Mór ingen Domnaill Ui Conchobair Failge. Elle avait été installée là en 1127 par les Ua Conchobair, roi d'Uí Failgi, aux dépens de la fille de Cerball Mac Fáeláin, roi d'Uí Fáeláin. Une autre des filles de Cerball, Sadb, avait épousé  Mac Murchada, peut-être en 1132. L'attaque de Kildare avait peut-être le double avantage de promouvoir le pouvoir de Mac Murchada dans le royaume provincial et de venger l'insulte faite à sa belle-sœur et aux Meic Fáeláin, dont l'appui dans le nord lui était indispensable pour affirmer sa position de roi du Leinster.
L'expansion de la sphère d'influence de Diarmait Mac Murchada est démontrée par son combat dans une bataille en 1134 allié avec les Norvégiens-Gaëls de Dublin contre Conchobar Ua Briain, roi de Thomond, l'Osraige, et les Norvégiens-Gaëls de Waterford. En 1137 il  rassemble une flotte de 200 navires en provenance de Dublin et de Wexford et cette fois-ci allié avec Conchobar Ua Briain, il assiège Waterford et obtient des otages de Donnchad Mac Cárthaigh, roi de Desmond, des Déisi, et de Waterford qu'il annexa après avoir fait tuer le dernier roi Cuionmhai Ua Rabann (Imhar ? ). Conchobar Ua Briain se soumet ensuite Mac Murchada, dans l'espoir que celui-ci pourrait lui assurer la royauté de Desmond.
En 1141 dix-sept dynastes du Leinster du nord ont été tués ou aveuglés par Mac Murchada, un événement sans précédent, non seulement pour le nombre de victimes, mais aussi pour le fait que ce n'était pas la conséquence d'une campagne militaire, mais semble-t-il un acte délibéré d'élimination d'opposants politiques. En 1149, il pille le site de l'église de Duleek, dans le comté de Meath, signalant son intérêt pour l'expansion dans la région de l'est vers le royaume de Mide, dans lequel Tigernán Ua Ruairc, roi de Breifne, a également des visées. En 1151, il combat aux côtés Toirdelbach Ua Conchobair à la bataille de Moin Mór, dans le comté de Tipperary, au cours de laquelle Toirdelbach Ua Briain, roi de Thomond, subit une écrasante défaite.
L’épisode qui assure sa notoriété en 1152 est l’enlèvement, peut-être à sa demande, de la belle Derbforgaill, la femme de son ennemi Tigernán Mór Ua Ruairc († 1172), roi de Breifne et fille de Murchad mac Domnaill Ua Máel Sechlainn, roi de Mide.
Les chroniques d'Irlande et les historiens anglo-normands présentent différentes versions de cette affaire :
- D'après la traduction du XVIIe siècle des annales de Clonmacnoise, son frère Máel Sechlainn mac Murchada Ua Máel Sechlainn, l'avait incité à solliciter l'intervention de Mac Murchada[2].
- Les annales de Tigernach favorables au Connacht placent l'enlèvement dans le cadre d'un raid conjoint avec Toirdelbach Ua Conchobair du Connacht, contre Tigernán Ua Ruairc, au cours duquel Ua Ruairc subit une défaite et est temporairement déposé[2].
- Les annales des quatre maîtres[9] relèvent la participation de Muirchertach MacLochlainn, roi de Cenél nEógain et prétendant au titre d'Ard ri Erenn, et précisent qu'à cette occasion le royaume de Mide est divisé entre Murchad mac domnaill Ua Máelsechlainn († 1153), et son fils, Máelsechlainn († 1155), qui  obtient la partie orientale. Il n'est pas impossible que Máelsechlainn ait offert la royauté de l'est du Mide à Mac Murchada, avec sa sœur Derbforgaill, afin d'empêcher de nouveaux empiétements d'Ua Ruairc dans cette région[2].
- Enfin Giraud de Barri prétend que c’est la femme de Tighearnán Ua Ruairc qui met à profit une absence de son époux parti en pèlerinage pour inciter Diarmait à l’enlever[10].

Derbforgaill vit peu de temps avec son ravisseur/séducteur. Dès 1153 elle retourne dans le Mide et il semble qu’elle soit de nouveau aux côtés de son mari en 1157 avant de mourir âgée de 85 ans retirée à l'abbaye de Mellifont en 1193. De son côté Mac Murchada épouse Mór, fille de Muirchertach Ua Tuathail, roi d'Uí Muiredaig. On présume qu'il ait à cette occasion appuyé la nomination du demi-frère de sa nouvelle épouse, Lorcán Ua Tuathail, comme abbé de Glendalough, même si un récit hagiographique postérieur indique que jeune garçon, il avait été maltraité comme otage, par Mac Murchada.
En 1156 Mac Murchada reconnait le titre d'Ard ri Erenn de Muirchertach MacLochlainn qui en retour lui confirme son royaume du Leinster et en 1162 il est présent au Synode de Clane, présidé par Gilla Meic Liac mac Diarmata dit Gelasius († 1174), archevêque d'Armagh, où la primatie d'Armagh est affirmée et où Lorcán Ua Tuathail est très probablement élu comme successeur de Gréine dit Grégorius († 1161), le défunt archevêque de Dublin.  C'est la même année que selon les annales d'Ulster  Mac Murchada obtient « un grand pouvoir sur Dublin qui n'avait pas été obtenu depuis longtemps. Il est assisté par Muirchertach MacLochlainn, qui conduit une grande armée afin d’assiéger la ville en 1162 et c'est avec l'accord de Diarmait Mac Murchada que la flotte du royaume de Dublin, fait campagne six mois en 1165 sur les côtes du pays de Galles au service d'Henri II d'Angleterre.

### Bienfaiteur de l'Église
Malgré cette vie dissipée, Diarmait, sans doute pour se ménager l’indulgence du clergé, n’hésite pas à faire bénéficier l’Église de ses libéralités. Diarmait Mac Murchada est un promoteur du mouvement réforme de l'Église d'Irlande mais il combine habilement son soutien à la réforme grégorienne et ses propres intérêts politiques. La fondation d'une abbaye cistercienne à Baltinglass dans l'actuel comté de Wicklow, en 1148, suscite une lettre de confraternité de Bernard de Clairvaux, peut-être à l'instigation de l'archevêque Mael Maedoc Ua Morgair d'Armagh mais l'établissement de cette abbaye de Baltinglass permet aussi de neutraliser un passage stratégique reliant le nord et le sud Leinster.
Avec la coopération de Dungal Ua Cáellaide, évêque de Leighlin, qui doit sans doute sa charge épiscopale au mécénat de Mac Murchada, il dote l'abbaye de Killenny, pour laquelle une charte originale, émise par lui sur 1162/1165, la plus ancienne d'un roi irlandais existe encore. Cette abbaye est stratégiquement située près du col de Gowran, une voie importante entre l'Osraige et le sud du Leinster.  
Avec le soutien de Joseph Ua hAéda, évêque de Ferns qui était presque certainement son candidat pour le diocèse, Mac Murchada introduit une communauté augustinienne de la filiation arrouaisianne sur le site de l'église du VIIe siècle, qu'il dote des dîmes et des premiers fruits de son domaine patrimonial d'Uí Cheinnselaigh et à laquelle il a accordé de desservir sa chapelle, probablement située dans sa résidence de Ferns qui au plus tard en 1166 a été reconstruite en pierre. Bien que Mac Murchada accorde le libre élection de son abbé à la communauté, il se réserve à lui et à ses héritiers un droit d'assentiment .
Dans la ville de Dublin il dote la cathédrale de la Sainte-Trinité, le prieuré de All Hallows, où se trouve actuellement le Trinity College, en collaboration avec l'Aéd Ua Cáellaide, évêque de Clogher et chef de la filiation arrouaisienne en Irlande, et le couvent Arrouaisien de nonnes, Sainte-Marie de Hogges, avec ses deux dépendances d'Aghade, moderne comté de Carlow, et Kilculliheen dans l'actuel comté de Waterford .  Il est peut-être également à l'origine de la porte romane finement sculptée de Killeshin, dans le comté de Carlow, qui a les mêmes éléments caractéristiques de  style que Baltinglass. En 1161 Il préside enfin le synode de Clane lorsque Laurent O’Toole accède à l’archevêché de Dublin.

## Exil et retour

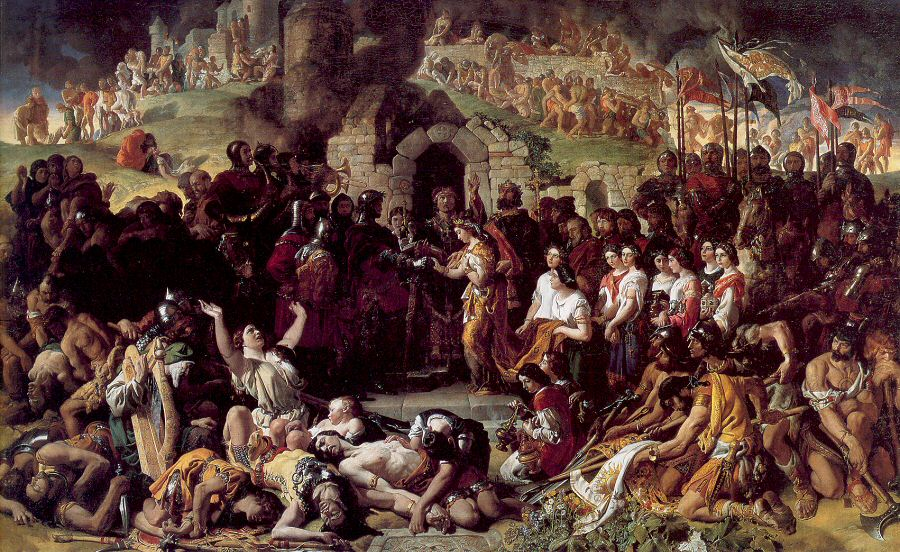
Tableau représentant le mariage d'Aoife et Richard FitzGilbert de Clare, surnomé « Strongbow », par Daniel Maclise. Image iconique de l'invasion Normande de l'Irlande.

En 1166 le seul allié irlandais de Diarmait Muirchertach MacLochlainn est tué et c’est le fils de son vieil ennemi Ruaidri mac Toirdelbach Ua Conchobair qui prétend se faire reconnaître comme Ard ri Erenn et veut imposer sa souveraineté sur le Leinster et Dublin. Il réussit à faire perdre à Diarmait le contrôle du royaume de Dublin puis  Ua Conchobair mène une armée contre le territoire des Uí Cheinnselaigh, Diarmait anticipe son attaque et brûle sa ville de Ferns. Une seconde armée conduite par Tighearnán Ua Ruairc, son autre vieil adversaire, marche alors contre lui, le défait, prend le château de pierre de Ferns, l'incendie ainsi que son longphort et le bannit au-delà des mers. Selon les Annales des quatre maîtres cet événement intervient en 1166 soit 14 ans après l’enlèvement de Derbhforghaill depuis retournée chez son mari. Il ne semble donc pas qu’il y ait de connexion directe entre les deux faits. Agissant comme Ard ri Erenn,Ruaidri Ua Conchobair divise le domaine des Uí Chennselaig entre Murchad (tué en 1172)   le frère de  Diarmait  qui lui donne 17 otages et Domnall Mac Giolla Phádraig, roi d'Osraige.
Le Livre du Leinster précise que la date de l'expulsion de Diarmait mac Murchada est le 1er août; il navigue jusqu'à Bristol et ensuite vers l'Aquitaine auprès du roi Henri II d'Angleterre pour solliciter son aide afin de recouvrer son royaume. Cette requête n'est pas anormale si l'on considère que Henri II a utilisé la flotte du royaume de Dublin l'année précédente. Henri II en 1155 s’était fait reconnaître par le Pape Adrien IV la suzeraineté sur l’Irlande, il refuse toutefois d’intervenir directement mais autorise par lettre patente Diarmait à recruter des troupes auprès du baronnage anglo-normand des Marches du pays de Galles. Mac Murchada retourne à Bristol, où il est reçu par Robert fitz Harding au frais du roi. Par fitz Harding il est introduit auprès de Richard FitzGilbert de Clare, comte de Pembroke et seigneur de Striguil, connu par surnom de « Strongbow ».
Diarmait conclut avec Richard FitzGilbert de Clare, un accord qui prévoit en cas de succès, la main de sa fille Aoife (Eva) et l’expectative de sa succession sur le trône de Leinster.  Mac Murchada se rend ensuite dans le sud du pays de Galles, où il rencontre Rhys ap Gruffydd, roi de Deheubarth, et David fitz Gerald, évêque de Saint David's. Il recrute Robert fitz Stephen et Maurice Fitzgerald († 1176), à qui il offre selon Giraud de Barri, la ville de Wexford et deux cantons voisins.
Sans attendre son futur gendre, Diarmait débarque en Irlande dès l'automne 1167 avec une petite troupe de ses nouveaux alliés composée de mercenaires commandés par Richard FtzGodebert et se rétablit sans difficulté à Ferns  où il est bien accueilli par le clergé. Mac Murchada envoie un ses hommes s’enquérir des préparatifs de ses alliés car Ruaidri mac Toirdelbach Ua Conchobair et Tighearnán Ua Ruairc, demeurent très menaçants. Ruaidri Ua Conchobair marche sur le territoire des Uí Cheinnselaigh, mais après un accrochage à Ferns l’Ard ri Érenn négocie avec Diarmait il exige des otages et 100 onces d'or, en compensation de l'enlèvement de la femme d'Ua Ruairc en 1152, Diarmait donne deux de ses fils en otages Conchobar et Énna et peut conserver son royaume patrimonial ,.   
Début mai 1169 Robert Fizt Stephen et Hervé de Montmorency débarquent près de Wexford à Bannow avec 390 hommes, ils sont rejoints les jours suivants par Maurice de Pendergast avec un renfort complémentaire de 200 hommes. Plus tard au cours de la même année Maurice FiztGerald arrive à son tour avec deux navires. les forces de  Mac Murchada se joignent à eux. Ensemble ils avancent sur Wexford, dont les habitants proposent des otages et se soumettent à l'autorité de Mac Murchada . Puis ils effectuent une campagne en Osraige. Son fils Enna l'un des otages, est alors aveuglé sur ordre de Ruaidri mac Toirdelbach Ua Conchobair,.
Ruaidrí Ua Conchobair répond en envahissant le royaume des Uí Chennselaig et en exigeant des otages supplémentaires. Diarmait demande alors Richard FitzGilbert de Clare d’accélérer ses préparatifs. Ce dernier envoie en mai 1170 une avant-garde commandée par Raymond FitzWilliam le Gros, un membre de sa famille  qui inflige une défaite aux hommes de Waterford.
le 23 août Strongbow lui-même débarque avec 200 chevaliers et 1 200 hommes de troupe. Il écrase les gens de Waterford et la ville tombe le 25 août. Son mariage avec Aífe y est immédiatement célébré. Les forces unies de Strongbow et de Mac Murchada marchent sur Dublin.  Mettant à profit des négociations entreprises avec l’évêque Laurent O’Toole deux barons normands Raymond le Gros et Milo de Cogan escaladent avec leurs hommes les murs de la ville le 21 septembre 1170. Le dernier roi scandinave de Dublin Hasculf mac Ragnaill mac Torcaill et un grand nombre de ses partisans réussissent à s’enfuir par mer avec leurs navires.

## Dernier défi et mort
Milo de Cogan est nommé gouverneur de Dublin tandis que Diarmait et Richard de Clare envahissent le royaume de Mide sur lequel Diarmait n'avait aucune revendication particulière. En fait il s'oppose à Ruaidri Ua Conchobair pour le titre d'Ard ri Erenn. Mac Murchada étend ses activités militaires dans le Mide, où il pille les sites religieux de l'abbaye de Clonard, l'abbaye de Kells, Dulane, et Slane. Ua Conchobair réagit en faisant mettre à mort les otages qu'il détenait de Mac Murchada; c'est-à-dire son dernier fils et héritier, Conchobar, son petit-fils, fils de Domhnall Caomhánach, et le fils de son père nourricier, Murchad Ua Cáellaide, leurs exécutions montrent bien l'importance du défi que Mac Murchada représentait pour la souveraineté du Haut-Roi Ruaidri Ua Conchobair.
L’Ard ri Erenn, le menace une nouvelle fois de son intervention, quand Diarmaid mac Muchada meurt le 1er mai 1171 à Ferns . Richard FitzGilbert de Clare se proclame alors roi de Leinster ce qui ne manque pas de provoquer le soulèvement général des Irlandais menés par Ruaidri mac Toirdelbach Ua Conchobair et l’intervention en Irlande de Henri II d'Angleterre qui craint l’établissement d’un nouveau royaume rival anglo-normand.

## Famille et descendance
Diarmait Mac Murchada eut deux épouses légitimes
1) vers 1132 Sadb, fille de Cerball Mac Fáeláin des Uí Fáeláin : 
- Órlaith épouse de Domnall Mór mac Toirdhelbach Ua Briain, dernier roi de Munster.
- Donnchad tué par les hommes d'Osraige à une date inconnue.

2) en 1153 Mór Uí Thuathail, la demi-sœur de Laurent O’Toole (Lorcán Ua Tuathail) dont : 
- Aoife de Leinster, épouse de Richard FitzGilbert de Clare.
- Conchobhar Mac Murchadha (otage exécuté en 1170[24]).

Il eut également deux fils et une fille réputés illégitimes :
- Domhnall Caomhánach (tué en 1175), ancêtre des Mac Murrough Kavanagh
- Éanna Ceannsealach (otage aveuglé en 1168)[25].
- Derbforgaill, qui épouse Domnall Mac Gillamocholmóc, roi des Uí Dunchada